# Olenecamptus lineaticeps
Olenecamptus lineaticeps är en skalbaggsart som beskrevs av Maurice Pic 1916. Olenecamptus lineaticeps ingår i släktet Olenecamptus och familjen långhorningar.
Artens utbredningsområde är Laos. Inga underarter finns listade i Catalogue of Life.